# گوزن شمالی فنلاندی
گوزن شمالی فنلاندی(نام علمی: Rangifer tarandus fennicus) نام یک زیرگونه از گونه گوزن شمالی است.